# Панково (Псковская область)
Панково — хутор в Гдовском районе Псковской области России. Входит в состав городского поселения «Гдов» Гдовского района.
Расположен в 3 км к юго-востоку от центра города Гдова и в 1 км к юго-востоку от деревни Булатовщина Ближняя.

## Население
Численность населения хутора по оценке на 2000 год составляла 0 человек, по переписи 2002 года — 5 человек.

## История
До 1 января 2006 года хутор входил в состав ныне упразднённой Гдовской волости.